# Death Note/デスノート
『Death Note/デスノート』（原題: Death Note）は、大場つぐみと小畑健による同名の漫画を原作とし、アダム・ウィンガードが監督を務めた2017年のアメリカ合衆国の超自然的スリラー映画。出演はナット・ウルフ、マーガレット・クアリー、ラキース・スタンフィールド、ポール・ナカウチ、シェー・ウィガム、ウィレム・デフォーである。2017年8月25日よりネットフリックスで配信が開始された。

## ストーリー
名前を書かれた者が死ぬ効力を持つ超常的なノート「デスノート」を、高校生ライト・ターナーが手に入れる。犯罪者に母を殺された過去があるライトは、犯罪者を裁く神「キラ」を名乗り、ノートで犯罪者を殺して世界の改革を試みようとする。
一方、キラによる凶行を止めるため、謎の探偵「L」とその従者ワタリが彼を追跡し、キラによる恐怖政治を終わらせようとする。

## キャスト
※括弧内は日本語吹替
ライト・ターナー
演 - ナット・ウルフ（島﨑信長）
L
演 - ラキース・スタンフィールド（三木眞一郎）
ミア・サットン
演 - マーガレット・クアリー（坂本真綾）
ジェームズ・ターナー
演 - シェー・ウィガム（入江崇史）
リューク
声 - ウィレム・デフォー（中村獅童）
ワタリ
演 - ポール・ナカウチ（森源次郎）
ササキ刑事
演 - マシ・オカ（カメオ出演）（藤原堅一）
ケニー・ドイル
演 - ジャック・エットリンガー（石川賢利）

その他の日本語吹き替え：山岸治雄／種市桃子／丸山壮史／村井雄治／土井真理／森下由樹子／一戸康太朗／小若和郁那
日本語版スタッフ：演出：中野洋志、翻訳：高橋有紀、録音・調整：佐竹徹也、録音スタジオ：PANDASTUDIO.TV／ACスタジオ、制作：ACクリエイト

## 製作
2007年、マレーシアの『ザ・スター』紙はアメリカの10以上の映画会社が『デスノート』に興味を示していることを報じた。当初はヴァーティゴ・エンターテインメントが脚本家にチャーリー・パルラパニデスとヴラス・パルラパニデス、プロデューサーにロイ・リー、ダグ・デイヴィソン、ダン・リン、ブライアン・ウィッテンを起用してリメイク企画を進める予定であった。
2009年4月30日、『バラエティ』は脚本家とプロデューサーは引き続いて関与しつつ、日本の実写映画版の配給を担当したワーナー・ブラザースがリメイク権を獲得したことを報じた。2009年、ザック・エフロンが主演するという噂が流れると、彼はプロジェクトが「最優先事項ではない」と応えた。
2011年1月13日、シェーン・ブラックが監督を務め、アンソニー・バガロッツとチャック・モンドリイが脚本を執筆中であることが報じられた。ワーナーのスタジオは夜神月のバックストーリーを正義から復讐に変更し、またストーリーから死神を消すつもりであった。ブラックはこの改変に反対し、グリーンライトとはならなかった。
2013年の『ブリーディング・クール』のインタビューで、ブラックはまだ本映画の作業中であることを明かした。2014年7月、ブラックに代わって新たにガス・ヴァン・サントが監督に就任したという噂が流れた。
2015年4月27日、『ハリウッド・リポーター』はアダム・ウィンガードが監督、リン、リー、ジェイソン・ホッフス、マシ・オカがプロデューサーを務めると報じた。2015年9月29日、ナット・ウルフが主役にキャスティングされたことが報じられた。2015年11月12日、マーガレット・クアリーが女性主人公役で加わった。プロデューサーたちは映画がR指定になるだろうと述べた。
2016年4月、ザ・ラップはワーナー・ブラザースが映画の製作数を減らすことを決めたため、同社が『デスノート』を中止したものの、ウィンガードは他社でプロジェクトを続行するつもりであることを報じた。ウィンガードは、48時間以内にほぼすべてのメジャー映画スタジオと面会したと報じられている。2016年4月6日、ネットフリックスがワーナー・ブラザースから映画化権を購入し、4000万から5000万ドルの予算がかけられ、ジェレミー・スレイターが最新の脚本草案を執筆した。2016年6月30日よりブリティッシュコロンビア州で公式に制作が始まった。2016年6月、ラキース・スタンフィールドがキャストに加わった。2016年6月30日、ポール・ナカウチとシェー・ウィガムの出演が発表された。2016年8月2日、ウィレム・デフォーが死神のリューク役を務めることが発表された。
キャスティングの発表初期から、『DRAGONBALL EVOLUTION』や『ゴースト・イン・ザ・シェル』といった日本の漫画を原作としたハリウッド作品と同様にホワイトウォッシングが指摘された。これに対し、プロデューサーのロイ・リーとダン・リンは「私たちは『デスノート』の原作漫画ファンのために、この魅力的なストーリーをぜひ映画にしたい、そしてこのダークでミステリアスな傑作を世界に紹介したい、そう願い続けてきました。今回、多様性に富んだ才能あるキャスト、脚本、製作チームが集結したことで、我々が目指すストーリーコンセプト、すなわち”正義とは何か”という全世界共通のテーマを、忠実に描くことができると考えています」と答えた。また、プロデューサーの1人であるオカも出演することが発表された。

## 公開

### マーケティング
2017年3月22日、ネットフリックスはティーザー予告をYouTube上に公開した。

## 続編の可能性
2017年8月25日、アダム・ウィンガードは続編の可能性に関して、「続編が作られる可能性はあるでしょうし、私たちにはアイデアもあります。私は皆さんがこの作品を見て、ネットフリックスが続編製作に踏み切ることを望んでいます。ネットフリックスはすでにその準備をしているでしょう。後は、多くの人々に見てもらう必要があるというだけです。」と語った。